# Woloschino (Kaliningrad)
Woloschino (russisch Волошино, deutsch Brasnicken) ist ein Ort in der russischen Oblast Kaliningrad. Er gehört zur kommunalen Selbstverwaltungseinheit Stadtkreis Selenogradsk im Rajon Selenogradsk.

## Geographische Lage
Woloschino liegt 14 Kilometer nordwestlich der Stadt Kaliningrad (Königsberg) an der Regionalstraße 27A-032 (ehemalige deutsche Reichsstraße 143), die von Kaliningrad über Cholmogorowka (Fuchsberg) und Pereslawskoje (Drugehnen) in Richtung Swetlogorsk (Rauschen) führt. Eine Bahnanbindung besteht nicht.

## Geschichte
Das bis 1946 Brasnicken genannte ehemalige Gutsdorf wurde 1874 in den neu geschaffenen Amtsbezirk Groß Mischen (heute russisch: Swobodnoje) eingegliedert. Er gehörte zum Landkreis Fischhausen (1939 bis 1945 Landkreis Samland) im Regierungsbezirk Königsberg der preußischen Provinz Ostpreußen. Im Jahre 1910 zählte Brasnicken 66 Einwohner. Am 30. September 1928 verlor Brasnicken seine Eigenständigkeit und wurde nach Rosignaiten (heute russisch: Otkossowo) eingemeindet.
Gegen Ende des Zweiten Weltkriegs besetzte im Frühjahr 1945 die Rote Armee die Region. Bald darauf kam Brasnicken zusammen mit der nördlichen Hälfte Ostpreußens zur Sowjetunion. Der Ort erhielt im Jahr 1950 die russische Bezeichnung Woloschino und wurde gleichzeitig dem Dorfsowjet Pereslawski selski sowjet im Rajon Primorsk zugeordnet. Von 2005 bis 2015 gehörte Woloschino zur Landgemeinde Pereslawskoje selskoje posselenije und seither zum Stadtkreis Selenogradsk.

## Kirche
Die mehrheitlich evangelische Bevölkerung Brasnickens war vor 1945 in das Kirchspiel der Kirche in Wargen (heute russisch: Kotelnikowo) eingepfarrt. Es gehörte zum Kirchenkreis Fischhausen (Primorsk) in der Kirchenprovinz Ostpreußen der Kirche der Altpreußischen Union. Heute liegt Woloschino im Einzugsbereich der evangelisch-lutherischen Auferstehungskirche in Kaliningrad (Königsberg) in der Propstei Kaliningrad der Evangelisch-lutherischen Kirche Europäisches Russland-

## Söhne und Töchter des Orts
- Fabian Kalau vom Hofe (1610–1678), Geheimer Sekretär und Rat des Großen Kurfürsten im Herzogtum Preußen, Gutsherr in Prasnicken
- Ludwig Reinhold von Werner (1726–1756), deutscher Verwaltungsbeamter und Verfasser historischer Abhandlungen